# Лавразія

Лавразія (від Лаврентія та Євразія) — один з двох давніх суперконтинентів (інший — Гондвана), які входили до складу суперконтиненту Пангеї від 510 до 200 мільйонів років тому. Відокремлений від Гондвани 200 до 180 мільйонів років тому. Існував у мезозойській ері (за іншими даними — у палеозойській та на початку мезозойської) у Північній півкулі. Охоплював території сучасної Північної Америки, Ґренландії, Європи, Азії й північну частину Атлантичного океану. Від Гондвани Лавразія відділялася Тетісом. В середині мезозою Лавразія розпалася на дві частини — Північноамериканську та Євроазійську з виникненням між ними Атлантичного океану.
Лавразія, складалася з континентів Лаврентія, Балтика, Сибіру і кратони Північного і Південного Китаю.

## Походження
Хоча існування Лавразії відносять до мезозою, сьогодні вважається, що ті ж самі континенти, які сформували пізню Лавразію існували як єдиний надконтинент по руйнації Родинії близько 1 млрд років тому. Щоб уникнути плутанини палеозойський континент називають прото-Лавразія. Вважається, що прото-Лавразія зберігала цілісність, до новітнього об'єднання південних континентів в кінці докембрію у суперконтинент Паннотія, який існував до початку кембрію. Лавразія при цьому зазнала руйнації через тектоніку плит, дрейф континентів і спрединг морського дна.

## Руйнація і переформатування
У кембрії, Лавразія значною мірою перебуває в екваторіальних широтах і руйнація континенту почалася з дрейфу Північного Китаю та Сибіру у північніші широти, ніж ті, що займала Лавразія протягом попередніх 500 Ма років. До девону, Північний Китай був розташований неподалік Полярного кола і був найпівнічнішим суходолом під час кам'яновугільного періоду 300 - 280  Ма років тому. Ніяких доказів, хоча, не існує для будь-якого великомасштабного заледеніння північних континентів під час карбону. Під час цього періоду відбулося возз'єднання Лаврентії і Балтики з формуванням Аппалачів і величезних вугільних родовищ, що є економічною базою таких регіонів, як Західна Вірджинія, Велика Британія і Німеччина.
Пізніше Сибір зазнав дрейфу на південь і мав колізію з Казахстанією — невеликим террейном, проте ця подія викликала у силурі потужний вибух вулканізму. По колізії цих двох террейнів, Лавразія майже вся була відновлена, і на початку тріасу, Південно-Китайський кратон возз'єднався з переформатованною Лавразією, що мала колізію з Гондваною, утворюючи Пангею. Після цієї події Північний Китай зазнав дрейфу на південь з арктичних широт, і був останнім террейном що приєднався до Пангеї.

## Остаточна руйнація
Близько 200 мільйонів років тому Пангея почала розпадатися. Поміж сходом Північної Америки і північним заходом Африки  утворюється новий океан - Атлантичний, хоча Гренландія (разом з Північною Америкою) і Європою як і раніше з'єднані разом. Рифтогенез Європи і Гренландії відбувся близько 55 мільйонів років тому (наприкінці палеоцену). Лавразія була розокремлена на Лаврентію (нині Північна Америка) та Євразію (за винятком півострова Індостан).